# Gudrun Persson
Gudrun Inger Persson, tidigare Jansson, född 1 december 1962 i Göteborgs Masthuggs församling i Göteborgs och Bohus län, är en svensk historiker.

## Biografi
Gudrun Persson avlade examen vid Journalisthögskolan i Göteborg 1981, filosofie kandidat-examen vid Uppsala universitet 1991 och PhD-examen i historia[källa behövs] vid London School of Economics and Political Science 1999. År 2013 blev hon docent vid Slaviska institutionen på Stockholms universitet.
Åren 1999–2003 arbetade hon vid Försvarsdepartementet: som avdelningsdirektör 1999–2001 och som kansliråd 2001–2003. Hon var chefsanalytiker vid Rikspolisstyrelsen 2004–2013 och är sedan 2013 forskningsledare vid Totalförsvarets forskningsinstitut. Hennes forskning behandlar rysk säkerhets- och utrikespolitik, ryskt militärstrategiskt tänkande och ryska militärreformer.
Gudrun Persson invaldes som ledamot av Kungliga Krigsvetenskapsakademien 2013 och som ledamot av Kungliga Örlogsmannasällskapet 2022.